# Barzyna (Opole)
Pour les articles homonymes, voir Barzyna.
Barzyna est une localité polonaise de la gmina et du powiat de Namysłów en voïvodie d'Opole.